# Prestonia vallis
Prestonia vallis är en oleanderväxtart som beskrevs av R. E. Woodson. Prestonia vallis ingår i släktet Prestonia och familjen oleanderväxter. Inga underarter finns listade i Catalogue of Life.